# Monochaetum multiflorum
Monochaetum multiflorum is a species of flowering plant in the family Buya. This species was first described by (Bonpl.) Naudin in 1845.[1] Monochaetum multiflorum Scientific classification Gender (regnum) Plantae (no rating) Angiospermae (no rating) Eudicots Set (ordo) Myrtales Surname (familia) Melastomataceae Genus (genus) Monochaetum Species M. multiflorum Two-part nomenclature Monochaetum multiflorum (Bonpl.) Naudin Ann. 
Monochaetum multiflorum là một loài thực vật có hoa trong họ Mua. Loài này được (Bonpl.) Naudin mô tả khoa học đầu tiên năm 1845.